# Cedric N'Koum
Cedric N'Koum (født 24. november 1989 i Douala, Cameroun) er en camerounsk fodboldspiller, der i øjeblikket står uden kontrakt. N'Koum spiller primært som højre eller venstre kant, men kan også bruges som en offensiv midtbanespiller.

## Klubkarriere

### Odense Boldklub
Cedric N’Koum har fået sin fodboldopdragelse på Paris Saint-Germains akademi, hvor han har spillet for en lang række af klubbens talenthold.
N'Koum var til prøvetræning i OB, og spillede bl.a. en opviksningskamp imod Bolbro, hvor han med et fantastisk langskud scorede til 1-0.
Efter et succesfuldt prøvetræningsforløb, skrev OB den 3. juli 2012 kontrakt med Cedric N’Koum.
Den 29. juli 2012 fik N'Koum sin debut for OB i en Superliga kamp imod FC Nordsjælland, som endte 1-1.
Den 12. juli ophævede OB deres kontrakt med N'Koum.